# Festival di San Sebastián 1969
La 17ª edizione del Festival internazionale del cinema di San Sebastián si è svolta a San Sebastián dal 16 al 24 giugno 1969.

## Selezione ufficiale

### Concorso
- Changes, regia di Hall Bartlett
- El cadáver exquisito, regia di Vicente Aranda
- Le sorprese del divorzio (Imam dvije mame i dva tate), regia di Krešo Golik
- L'amante di Gramigna, regia di Carlo Lizzani
- In fondo al buio (Laughter in the Dark), regia di Tony Richardson
- Los desafíos, regia di José Luis Egea, Víctor Erice e Claudio Guerín
- Pierre et Paul, regia di René Allio
- Samotność we dwoje, regia di Stanisław Różewicz
- Scarabea - Di quanta terra ha bisogno un uomo? (Scarabea - wieviel Erde braucht der Mensch?), regia di Hans-Jürgen Syberberg
- Sziget a szárazföldön, regia di Judit Elek
- Un colpo all'italiana (The Italian Job), regia di Peter Collinson
- The Lost Man, regia di Robert Alan Arthur
- Non torno a casa stasera (The Rain People), regia di Francis Ford Coppola
- Una macchia rosa, regia di Enzo Muzii
- Così bella, così dolce (Une femme douce), regia di Robert Bresson
- Lo scherzo (Žert), regia di Jaromil Jireš
- Žuravuška (Журавушка), regia di Nikolaj Ivanovič Moskalenko

### Fuori concorso
- I fratelli Karamàzov (Bratya Karamazovy), regia di Kirill Lavrov, Ivan Pyryev e Mikhail Ulyanov
- Il leone d'inverno (The Lion in Winter), regia di Anthony Harvey

## Premi
- Concha de Oro: Non torno a casa stasera (The Rain People), regia di Francis Ford Coppola
- Concha de Plata alla migliore attrice:
  - Stefania Sandrelli, per L'amante di Gramigna
  - Ljudmila Čursina per Žuravuška (Журавушка)
- Concha de Plata al miglior attore: Nicol Williamson, per In fondo al buio (Laughter in the Dark)